# Voivod (album)
Voivod – album thrashmetalowego zespołu Voivod. Został wydany 4 marca 2003 roku.

## Lista utworów
Źródło.
1. „Gasmask Revival” – 4:16
2. „Facing Up” – 4:48
3. „Blame Us” – 5:35
4. „Real Again?” – 4:52
5. „Rebel Robot” – 4:48
6. „The Multiverse” – 5:28
7. „I Don't Wanna Wake Up” – 5:49
8. „Les Cigares Volants” – 4:06
9. „Divine Sun” – 5:05
10. „Reactor” – 3:55
11. „Invisible Planet” – 4:37
12. „Strange and Ironic” – 4:31
13. „We Carry On” – 7:42 (4:38 + hidden track)

## Twórcy
- Michel Langevin – perkusja
- Denis D’Amour – gitara elektryczna
- Denis Belanger – śpiew
- Jason Newsted – gitara basowa

## Listy sprzedaży
| Lista                  | Kraj              | Pozycja |
| ---------------------- | ----------------- | ------- |
| Top Heatseekers        | Stany Zjednoczone | 42      |
| Top Independent Albums | Stany Zjednoczone | 21      |